# Veli Vrh
Veli Vrh (tal. Monte Grande) je prigradsko naselje i jedan od mjesnih odbora Grada Pule. Mjesni odbor Veli Vrh obuhvaća područja prigradskih naselja Veli Vrh, Paganor, Karšiole, Kapeleri i prigradskog turističkog predjela Vallelunga smješteno na površini od 3.596.220 m2 na kojem živi 2.944 stanovnika. Gustoća naseljenosti iznosi 818,6 st./km2.
Veli Vrh ili Monte Grande najveći je pulski brežuljak, iako ne spada u izvornih sedam pulskih brežuljaka. Naziv je vjerojatno rimskog podrijetla. Nakon zauzimanja Istre Rimljani su brzo otkrili njezine ljepote i počeli podizati ljetnikovce za odmor. Za dolazak i odlazak iz Pule koja je tada nosila naziv Colonia Iulia Pola Pollentia Herculanea onaj dio s kojeg je pucao pogled na Pulu jednostavno je prozvan mons. A kako je taj mons bio viši od drugih lako je prerastao u Veli Vrh (Monte Grande).
Godine 1905. ondje su se nalazile samo dvije kuće, pa se ne može govoriti o nekom naselju, jer je do Prvog svjetskog rata postojalo nekoliko razbacanih kuća duž današnjeg Partizanskog puta i gostionica "Ostak" kao mjesto okrijepe i osvježenja na putu prema Galižani i Vodnjanu.
Na početku 20. st. u vrijeme visokih nacionalnih tenzija, i Veli Vrh bio je mjesto "bliskih susreta" hrvatskog i talijanskog nacionalnog pokreta. Dovoljno je bilo da Hrvati viknu: "Živio Laginja!", odnosno Talijani: "Viva Rizzi!", pa da druga strana to shvati kao provokaciju, nakon čega su najprije letjele uvrede, a potom kamenje ili što se već našlo pri ruci. Jasno, incidenti se najčešće događaju oko gostionice "Ostak", kada nakon čašice dobrog vina ili dobre domaće rakije, prosukljaju do tada kontrolirane nacionalne emocije. Kada je grupa talijanskih radnika iz Vodnjana, prolazeći preko Velog Vrha počela uzvikivati "Viva Rizzi!" uslijedili su odgovori iz svega glasa (squarciagola): "Živio Laginja!". Potom se grupa Hrvata s Velog Vrha počela približavati Vodnjancima uzvikujući razne uvrede, na što su ovi potjerali konjsku zapregu i "više mrtvi nego živi od straha ipak umakli gnijezdu neotesanaca."
U crkveno-administrativnom pogledu Veli Vrh pripadao je župi Galižana, koja se tada prostirala sve do Šijane, a unutar državno-teritorijalnih dioba bio je sastavnim dijelom katastarske općine Galižana. Kao zanimljivost navodi se podatak da u gradu Puli postoji tada samo jedna župa, Župa pulske katedrale s 35.000 vjernika o kojima pastoralno skrbi župnik s 3-4 pomoćnika. U Puli je kao glavnoj austrougarskoj ratnoj luci bilo stacionirano 1908. godine 8.600 mornara, a uoči rata čak 12.000. Osim rijetkih izuzetaka svi su oni bili katolici. O njihovom vjerskom životu brinuo se Superiorat Carsko-kraljevske mornarice, dok su kopnene postrojbe (4.000 do 5.000 vojnika) imale svog duhovnika.
U međuratnom razdoblju formira se jezgra današnjeg Velog Vrha. Podižu se kućice na današnjem Partizanskom putu, Monte Lesu, Padulju i Valmarinu. Otvara se nekoliko gostionica i trgovina, a djeluje i dvogodišnja škola (na talijanskom jeziku). Broj stanovnika vjerojatno se kretao između 20-25.000. Od sredina 60-ih godina počinje nagli rast Velog Vrha. Naselje se širi, grade se obiteljske kuće, stižu ljudi iz čitave Istre, ali i iz cijele Jugoslavije. Kao najbrojniji postaju prepoznatljivi Pićanci i Barbanci. Primjerice, godine 1965. Veli Vrh je imao oko 1.000 stanovnika, a deset godina kasnije broj se udvostručio.

## Sport
NK Veli Vrh igra svoje domaće utakmice na stadionu Tivoli i natjeće se u 1. ligi Istarske županije.